# 916
| Calendário gregoriano                                                        | 916 CMXVI                                             |
| Ab urbe condita                                                              | 1669                                                  |
| Calendário arménio                                                           | 365 – 366                                             |
| Calendário bahá'í                                                            | -928 – -927                                           |
| Calendário budista                                                           | 1460                                                  |
| Calendário chinês                                                            | 3612 – 3613 Início a 7 de fevereiro (aproximadamente) |
| Calendário copta                                                             | 632 – 633                                             |
| Calendário etíope                                                            | 908 – 909                                             |
| Calendários hindus - Vikram Samvat - Calendário nacional indiano - Cáli Iuga | 971 – 972 837 – 838 4016 – 4017                       |
| Calendário Holoceno                                                          | 10916                                                 |
| Calendário islâmico                                                          | 303 – 304                                             |
| Calendário judaico                                                           | 4676 – 4677                                           |
| Calendário persa                                                             | 294 – 295                                             |
| Calendário rúnico                                                            | 1166                                                  |
| Calendário solar tailandês                                                   | 1459                                                  |

916 (CMXVI, na numeração romana) foi um ano bissexto do século X do Calendário Juliano, da Era de Cristo, e as suas letras dominicais foram G e F (52 semanas), teve início a uma segunda-feira e terminou a uma terça-feira.
No território que viria a ser o reino de Portugal estava em vigor a Era de César que já contava 954 anos.
| Ano completo                            |
| --------------------------------------- |
| Ano bissexto com início à segunda-feira |

## Eventos
- Reacção do emir Abderramão III que culminou com a derrota de Ordonho II da Galiza em Valdejunquera.

## Nascimentos
- Ceife Adaulá, emir hamadânida de Alepo a partir de 945 (m. 967)